# Václav Ježek (cyklista)
Václav Ježek (* 13. září 1977, Městec Králové) je bývalý český cyklista.
Na kole závodil od roku 1990. Začínal v cyklokrosu a na silnici, poté závodil i na horských kolech. Byl členem profesionálního cyklokrosového týmu Author, jenž vedl Petr Klouček, a kde rovněž závodil Petr Dlask, Martin Bína, Jiří Pospíšil či Radomír Šimůnek mladší. Kariéru zakončil v roce 2014 v Ivar CS Author Teamu.
V současné době působí jako trenér v cyklistickém týmu Brilon Racing Team MB, kde se specializuje na výchovu mladých jezdců. 